# Zdeněk Hummel
Zdeněk Hummel (* 12. ledna 1947 Praha) je bývalý československý basketbalista, československý a český basketbalový trenér. Účastník Mistrovství Evropy juniorů 1964 a Mistrovství světa 1974 a poté trenér klubů a československé basketbalové reprezentace. Je zařazen na čestné listině mistrů sportu.
V československé basketbalové lize hrál 13 sezón v letech 1965-1978 za družstva Slavia VŠ Praha, Dukla Olomouc, Orbis Praha a NHKG Ostrava, s nimiž byl třikrát mistrem Československa (1966, 1973, 1975), dvakrát vicemistrem (1967, 1970) a má tři třetí místa (1972, 1974). V historické střelecké tabulce basketbalové ligy Československa (od sezóny 1962/63 do 1992/93) je na 90. místě s počtem 2775 bodů. 
S týmem Dukla Olomouc se zúčastnil 4 ročníků evropských klubových pohárů v basketbale, z toho dvakrát Poháru evropských mistrů (1974, 1976), dvakrát Poháru vítězů pohárů (1971, 1975), čtyřikrát byli vyřazeni v osmifinále.
Za reprezentační družstvo Československa v letech hrál na Mistrovství světa 1974 v Portoriku (10. místo) a na Mistrovství Evropy juniorů 1964 v Neapoli, Itálie (5. místo).
Po skončení hráčské kariéry byl trenérem ligových družstev mužů Baník Ostrava, NHKG Ostrava, BK Nový Jičín, BK Opava, BK Děčín a ligového družstva žen Valosun Brno. V letech 1997-2000 a 2006-2007 byl trenérem Českého reprezentačního družstva mužů.

## Hráčská kariéra

### Kluby
- 1965-1967 Slavia VŠ Praha - mistr Československa (1966), vicemistr (1967)
- 1967-1968 Dukla Olomouc - 4. místo (1968)
- 1968-1969 Orbis Praha - 9. místo (1969)
- 1969-1976 Dukla Olomouc - 2x mistr (1973, 1975), vicemistr (1970), 2x 3. místo (1972, 1974), 5. místo (1971)
- 1976-1978 NHKG Ostrava - 2x 5. místo (1977, 1978)
- V československé basketbalové lize celkem 13 sezón (1965-1978), 2775 bodů (90. místo) a 7 medailových umístění
  - 3x mistr Československa (1966, 1973, 1975), 2x vicemistr (1967, 1970), 2x 3. místo (1972, 1974)
- Evropské poháry klubů - Dukla Olomouc
  - Pohár evropských mistrů - 2 ročníky: 1973-74 (osmifinále), 1975-76 (2. kolo)
  - Pohár vítězů pohárů - 2 ročníky: 2x start v osmifinále: 1970-71 - 1974-75

### Československo
- Mistrovství světa - 1974 Portoriko (10 bodů /7 zápasů) 10. místo
- Mistrovství Evropy juniorů 1966, Porto San Giorgio, Itálie (32 bodů /5 zápasů) 4. místo

## Trenér

### Kluby
- 1978-1981 Baník Ostrava - 6. místo (1980), 2x 9. místo (1979. 1981)
- 1981-1988 NHKG Ostrava - 2x 2. místo (1984, 1986), 3x 3. místo (1982, 1983, 1987), 4. místo (1985), 8. místo (1988)
- 1989-1992 NHKG Ostrava - 4. místo (1990), 6. místo (1992), 10. místo (1991)
- 1993-1997 BK Nový Jičín - vicemistr (1994), 3. místo (1997), 2x 4. místo (1995, 1996)
- 1997-2000 BK Opava - mistr (1998, vicemistr (2000), 3. místo (1999)
- 2000-2002 NHKG Ostrava - 8. místo (2002), 10 místo (2001)
- 2002-2004 BK Děčín - 3. místo (2004), 6. místo (2003)
- 2004-2007 BK Nový Jičín - 2x vicemistr (2005, 2006), 5. místo (2007) - dedokončil sez.retign 1-2007
- 2007-2008 Valosun Brno - 4. místo (2008)
- 2009-2011 NH Ostrava - 5. místo (2011), 6. místo (2009), 9. místo (2010), od 2011 poradce a asistent trenéra

Evropské poháry klubů
- NH Ostrava
  - Pohár vítězů pohárů - účast 2 ročníky, celkem 12 zápasů (5 vítězství - 7 porážek)
    - 1984-85 - 2 zápasy, v osmifinále vyřazena rozdílem jednoho bodu ve skore
    - 1986-87 10 zápasů, 4. místo ve čtvrtfinálové skupině A
- BK Nový Jičín
  - Pohár vítězů pohárů - 1995-96 2 zápasy (1. kolo)
  - FIBA Europe Cup - 2004-05 12 zápasů - Konference Central, finále konference: BC Boncourt, Švýcarsko (105-77), čtvrtfinále soutěže: BK Lokomotiv Rostov, Rusko (71-77, 68-69)
  - FIBA EuroCup Challenge - účast 2 ročníky, celkem 14 zápasů (6 vítězství - 8 porážek)
    - 2005-06 6 zápasů - osmifinále: Elitzur Ashkelon BC, Izrael (76-92, 103-95)
    - 2006-07 8 zápasů - Předkolo: 2. místo ve skupině D, čtvrtfinále: CSK VVS Samara, Rusko - vítěz soutěže 2007 (64-84, 69-81)

### Československo
- 1997 Mistrovství Evropy - Semifinálová část, 5. místo ve skupině C, 10 zápasů (3 vítězství - 7 porážek)
- 1999 Mistrovství Evropy - celkem 19 zápasů (11-8)
  - Kvalifikace 1. místo ve skupině A 3 zápasy (3-0) - Semifinálová část, 3. místo ve skupině C 10 zápasů (6-4)
  - Finálový turnaj (Francie): 6 zápasů (2 vítězství - 4 porážky) a 12. místo mezi 16 týmy
- 2005 Mistrovství Evropy, kategorie U18, Divize B, skupina A, 4. místo ze 4 účastníků
- 2007 Eurobasket - celkem 9 zápasů (4-5)
  - Kvalifikace - 2. místo ve skupině C 6 zápasů (4-2)
  - Finálový turnaj (Španělsko): 3 zápasy (0 vítězství - 3 porážky) a 13. místo mezi 16 týmy